# 산토끼꽃아과
산토끼꽃아과(山---亞科, 학명: Dipsacoideae 딥사코이데아이[*])는 인동과의 아과이다. 과거에는 산토끼꽃과 (Dipsacaceae)로 분류하기도 했다.
구대륙의 온대를 중심으로 분포하고 있으며, 특히 지중해 연안에서 많은 종을 볼 수 있으나 폴리네시아와 오스트레일리아에는 없다. 세계적으로, 10속의 270여 종 정도가 알려져 있는데, 한국에는 산토끼꽃속과 솔체꽃속의 각 1종씩이 자라고 있다.
이 과의 식물은 마타리과와 비슷하지만, 씨방이 2개의 심피로 이루어져 있으며, 1개의 방을 가지는 점, 국화꽃과 비슷하게 두상화가 되는 점 등의 형질로 구별할 수 있다. 국화과는 꽃밥이 붙어 있으나, 이 과는 꽃밥이 떨어진다.

## 하위 분류
바세코이아족(Bassecoieae V.Mayer & Ehrend.)
- Bassecoia B.L.Burtt

산토끼꽃족(Dipsaceae Rchb.)
- 산토끼꽃속(Dipsacus L.)
- Cephalaria Schrad.

수키사족(Succiseae V.Mayer & Ehrend.)
- Succisa Haller
- Succisella Beck

크나우티아족(Knautieae Janch.)
- Knautia L.

프세우도스카비오사족(Pseudoscabioseae V.Mayer & Ehrend.)
- Pseudoscabiosa Devesa

프테로케팔리디움족(Pterocephalidieae V.Mayer & Ehrend.)
- Pterocephalidium G.López
- Pterothamnus V.Mayer & Ehrend.

분류 불확실(incertae sedis)
- Triplostegia Wall. ex DC.

족간 잡종
- × Succisoknautia Baksay